# Camille Chat
Camille Chat (Auxerre, 18 de diciembre de 1995) es un jugador internacional francés de rugby que se desempeña como talonador, actualmente juega para el Lyon Olympique del Top 14.

## Carrera
Camille Chat comenzó a jugar a rugby desde joven donde fue completando su formación en diferentes equipos, de este modo empezó en el club Toucy para después jugar en el RC Auxerre, el club de su ciudad al destacar en su ciudad marchó a jugar al Alliance Bourgogne Club sportif nuiton Dijon. En Dijon juega en la categoría de Espoirs en el Pôle Espoirs, donde llama la atención de Racing 92 que le recluta para sus categorías inferiores en 2013, donde gana el título de espoirs en la temporada 2014 y 2015.
En la primera jornada de la temporada 2015/16, Chat hace su debut como jugador profesional frente a Toulon donde jugó de inicio y consiguieron la victoria por 22-27
Ese mismo año consigue hacerse con el puesto de talonador titular debido a la ausencia de su compañero Dimitri Szarzewski, quien se fue para competir en la Copa del Mundo 2015.
Ese mismo año se proclama campeón del Top 14 al vencer en la final disputada en Barcelona a Toulon por el marcador de 21-29.
En la 2017-2018, Chat fue una pieza fundamental para que Racing 92 alcanzase la final de la Champions Cup disputada en Bilbao, ante los irlandeses de Leinster, donde perdieron por el ajustado marcador de 15-12
El 6 de enero de 2025, Chat llegó a un acuerdo con el Racing 92 para rescindir su contrato, su equipo durante los últimos 12 años, ya que llego ebrio a un entrenamiento.

## Selección nacional
Chat ha sido seleccionado por el combinado francés en categoría sub-20 donde juega el Campeonato Mundial de Rugby Juvenil en 2014 y 2015, este mismo año también participa en el torneo de las Seis Naciones sub-20.
Obtuvo su primera selección con el equipo francés en el segundo partido del Torneo de las Seis Naciones 2016, contra Irlanda , reemplazando al capitán Guilhem Guirado.
Ese verano no fue seleccionado para la gira de verano en Argentina, pero si para la gira de noviembre de 2016, donde agrega 3 selecciones a su contador. Herido de un bíceps  le hace renunciar al inicio del Torneo de las Seis Naciones de 2017, aunque pudo jugar en la jornada final ante Gales.
Fue seleccionado por Jacques Brunel para formar parte del XV del gallo en la Copa Mundial de Rugby de 2019 en Japón donde cayeron en cuartos de final ante Gales en un agónico partido que los británicos ganaron por un solo punto al quedar 20-19 y donde los bleu jugaron media hora con uno menos. Chat jugó cuatro partidos, siendo titular en dos de ellos.

#### Participaciones en Copas del Mundo
| Mundial                       | Sede  | Resultado        | PJ | Tries |
| ----------------------------- | ----- | ---------------- | -- | ----- |
| Copa Mundial de Rugby de 2019 | Japón | Cuartos de final | 4  | 0     |

## Palmarés y distinciones notables
- Campeón Top 14 2015-2016 (Racing 92)[5]